# Béon (Ain)
Béon korábbi község (település) Franciaországban, Ain megyében. 2023. január 1-jén Culoz községgel egyesült és Culoz-Béon új község része lett.
Lakosainak száma 439 fő (2020. január 1.). Béon Ceyzérieu, Culoz, Talissieu és Arvière-en-Valromey községekkel határos.

## Népesség
A település népességének változása:
| Lakosok száma | 298  | 345  | 348  | 364  | 401  | 457  | 464  | 454  | 443  | 439  |
|               | 1968 | 1975 | 1990 | 1999 | 2011 | 2013 | 2016 | 2017 | 2019 | 2020 |